# 팬기니
팬기니(Panguingue)는 러미의 일종으로, 정규 52매 한 벌의 플레잉 카드를 5-8벌 써서, 그 속에서 8,9,1,0을 빼고, 어떤 짝맞추기의 카드를 얻으면 상금을 타고, 손에 든 카드를 모두 짝맞추면 특별상금을 탄다.

## 같이 보기
- 러미